# Joseph Bernhart
Joseph Bernhart (* 8. August 1881 in Ursberg; † 21. Februar 1969 in Türkheim) war katholischer Theologe, Religionswissenschaftler und Publizist.

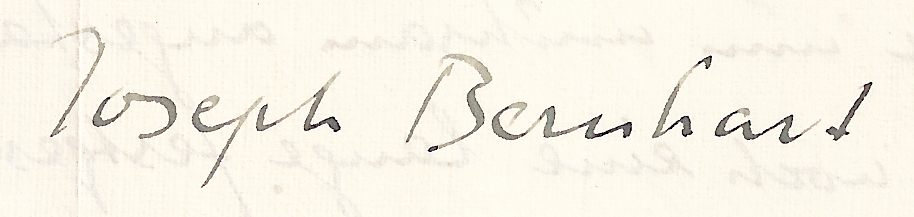
Joseph Bernhart. Signatur 1936

## Leben und Wirken

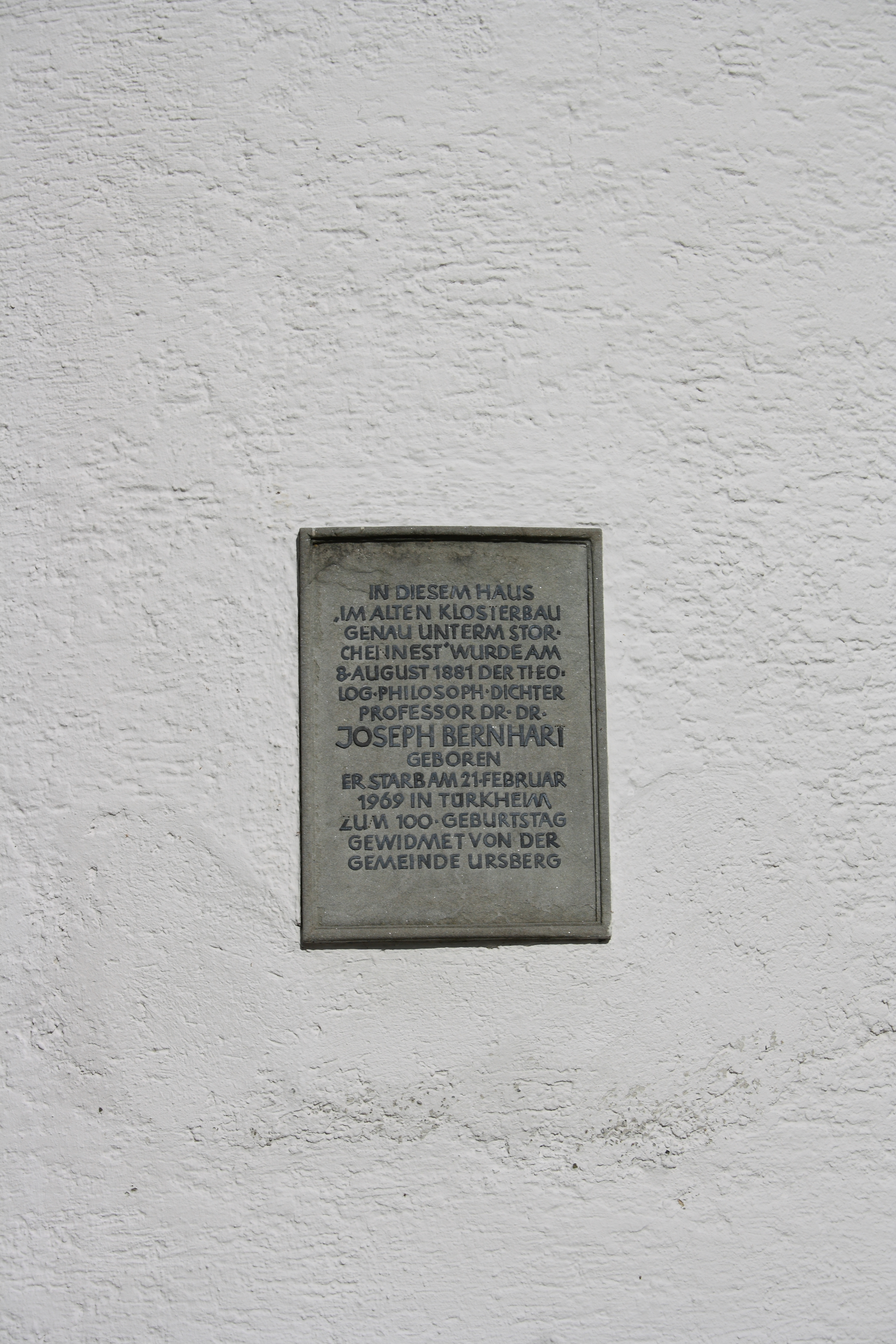
Gedenktafel an Joseph Bernhart im Kloster Ursberg

Bernhart studierte ab dem Wintersemester 1900 an der Ludwig-Maximilians-Universität München Theologie. Während dieser Zeit wurde er Mitglied im Akademischen Görres-Verein (heute KStV Südmark). 1904 wurde er zum Priester geweiht. Er war zunächst als Seelsorger tätig. Nachdem er 1913 in London Elisabeth Nieland geheiratet hatte, arbeitete er als freier Schriftsteller.
Er setzte sich mit wichtigen Gestalten und Zeugnissen der katholischen Theologie und Weltanschauung auseinander, stellte die Fragen nach der Verborgenheit Gottes und dem oft tragischen Scheitern des Einzelnen. Dabei wurde seine eigene Lebensgeschichte von ihm nicht ausgeblendet: Die kirchlich verbotene Heirat, die nicht nur die Aufgabe des Priesteramtes bedeutete, sondern auch eine Außenseiterposition in der katholischen Kirche, die er doch immer literarisch verteidigte. Im September 1939 wurde die Ehe auf dem kirchlichen Gnadenwege saniert; im Januar 1942 wurde die Exkommunikation Bernharts aufgehoben. Im Dezember 1943 starb seine Ehefrau.
In der Zwischenkriegszeit schrieb Joseph Bernhart häufig Beiträge für das Hochland. 1939 verfasste Bernhart für das Hochland den geschichtstheologischen Aufsatz „Hodie“. Dieser Aufsatz, der ursprünglich an Weihnachten 1939 erscheinen sollte, führte laut Konrad Ackermann dazu, dass jene Ausgabe verboten wurde und eingestampft werden musste. Joseph Bernhart erhielt im Juni 1941 Publikationsverbot. Er musste sich deshalb aus München auf das Land zurückziehen, wo er unter anderem bei Joseph-Ernst Fugger von Glött Zuflucht fand.

## Ehrungen
1949 wurde Bernhart in die neu gegründete Akademie der Schönen Künste in München und 1950 in die Società di Cultura in Venedig aufgenommen. Er wurde 1951 von der Ludwig-Maximilians-Universität München zum Honorarprofessor für Geistesgeschichte des Mittelalters ernannt, 1956 wurde ihm das Große Verdienstkreuz des Verdienstordens der Bundesrepublik Deutschland und 1959 der Bayerische Verdienstorden verliehen.
Seit 1961 war er Ehrenbürger von Türkheim. Nach ihm ist das dortige Joseph-Bernhart-Gymnasium benannt; in Krumbach existiert die Joseph-Bernhart-Fachakademie für Sozialpädagogik. Joseph-Bernhart-Straßen gibt es in Ursberg, Thannhausen, Mindelheim und Türkheim.

## Joseph-Bernhart-Gesellschaft
Die Joseph-Bernhart-Gesellschaft, ein eingetragener Verein, wurde am 2. März 1974 gegründet. Zweck des Vereins ist es, das Lebenswerk des Schriftstellers zu erhalten. Der Verein hat seinen Sitz in Türkheim.

## Veröffentlichungen (Auswahl)
- Der Kaplan: Aufzeichnungen aus einem Leben. Autobiographischer Roman, (1919), neu hrsg. von Georg Schwaiger (1986)
- Die philosophische Mystik des Mittelalters von ihren antiken Ursprüngen bis zur Renaissance. München 1922 (= Geschichte der Philosophie in Einzeldarstellungen, Abt. III. Die christliche Philosophie. Band 14).
- Augustinus: Ein Lesebuch aus seinen Werken. Ausgewählt, übersetzt und eingeleitet von Joseph Bernhart (= Katholikon. Band 3). O. C. Recht, München 1922.
- Der Vatikan als Thron der Welt (1930) (spätere Auflagen unter dem Titel Der Vatikan als Weltmacht: Geschichte und Gestalt des Papsttums).
- Augustinus, Bekenntnisse und Gottesstaat. Sein Werk, ausgewählt von Joseph Bernhart (= Kröners Taschenausgabe. Band 80). A. Kröner, Leipzig 1930 (2. Auflage 1934; 5. Auflage 1951; 6. Auflage 1955; 7. Auflage 1965).
- Augustinus (= Colemans kleine Biographien. Heft 23). Coleman, Lübeck 1933.
- De profundis (1935)
- als Übers. und Hrsg.: Thomas von Aquino: Summe der Theologie. 3 Bände. Stuttgart 1935; 3. Auflage ebenda 1985.
- Bonifatius, Apostel der Deutschen (1950)
- Chaos und Dämonie: Von den göttlichen Schatten der Schöpfung (1950)
- Totengedächtnis (1951)
- Augustinus, Confessiones / Bekenntnisse. Lateinisch und deutsch. Eingeleitet, übersetzt und erledigt von Joseph Bernhart. Kösel, München 1955 (3. Auflage 1966; 4. Auflage 1980; Lizenzausgabe der Wissenschaftlichen Buchgesellschaft, Darmstadt 1984).
- Augustinus, Bekenntnisse. Übersetzt von Joseph Bernhart. Nachwort und Anmerkungen von Hans Urs von Balthasar. Fischer Bücherei, Frankfurt am Main/Hamburg 1955 (diverse Neuauflagen).
- Die unbeweinte Kreatur: Reflexionen über das Tier (1961)
- Gestalten und Gewalten: Aufsätze, Vorträge (1962)
- Gestalten christlicher Mystik und Spiritualität. Mit einem Anhang: Schriften und Beiträge zur christlichen Spiritualität aus den Jahren 1908–1954. Hrsg. von Manfred Weitlauff. Konrad, Weißenhorn 2004, ISBN 3-87437-475-0.